# Сарикёй
Сарикёй (рум. Sarichioi, тур. Sarıköy — «жёлтое или солнечное село») — село в жудеце Тулча на юго-востоке Румынии, на берегу озера Разелм.
Коммуна включает в себя также деревни Зебил, Сабанджия, Энисала и Вистерна и на 54 % состоит из румынского населения, а 46 % составляют липоване-старообрядцы.

## История
В 1651 году турецкий путешественник Евлия Челеби, в своей книге Сеяхатнаме упоминает село Сарикёй, как хорошо ему известное, большое татарское село.
Русские-липоване впервые появились в селе в 1740-1741 годах, когда 1600 казаков-некрасовцев с Кубани переплыли Чёрное море на своих быстроходных боевых лодках, поселившись на побережье озера Разелм и на Дунае.
В ходе русско-турецкой войны 1806—1812 годов к Российской империи была присоединена территория соседней Бессарабии. В связи с активной колонизацией новых территорий власти Российской империи привлекали старообрядцев из-за Дуная. Так, выходцами из села Сарикёй были основаны сёла в Муравлёвка, Старая Некрасовка, Новая Некрасовка в Измаильском уезде Бессарабской области.   
В 1878 году село стало чисто русским. В тот год Добруджа вышла из состава Османской империи и присоединилась к Румынии, в связи с чем из села ушло всё мусульманское население, кроме нескольких обрусевших татар. Ушли также и часть русских, одни в Россию, а другие в глубь Турции, и в Сарикёе осталось 442 семьи одних только русских старообрядцев. Выходцы из села Сарикёй основали русское село Казашко на территории Османской империи, в нынешней Болгарии.
В селе имеется четыре храма: два — в честь Покрова Пресвятой Богородицы и свт. Николы чудотворца, находящиеся в юрисдикции Русской Древлеправославной церкви, другие — в честь Рождества Пресвятой Богородицы и свт. Николы чудотворца — в юрисдикции белокриницкой иерархии.

## Образование
В селе имеется «Школа искусств и ремёсел» — одно из самых крупных сельских учебных заведений в уезде Тулча. В её состав входят: начальная школа — 6 классов с первого до четвёртого и гимназия — 7 классов — с пятого до восьмого. До 2007 года при школе были классы искусств и ремёсел в области строительства и швейных изделий. При школе имеется также детский сад — куда ходят 105 детей, разделённых на пять групп. Уже в детском саду факультативно изучается русский язык. К сожалению, из-за демографического упадка и из-за выезда жителей села в другие страны, число учеников постоянно понижается. Преподавание в школе ведётся на румынском языке, но русский язык изучается как родной уже почти 15 лет — три часа в неделю, начиная с первого класса и до восьмого. До 1956 года преподавание велось только на русском языке.

## Известные уроженцы и жители
- Петре Капуста — румынский гребец на каноэ
- Евмений (Титов) — епископ Русской Древлеправославной церкви

## Глава самоуправления
- 2004—2008 — Sasna Mihail Fedea
- с 2008 — Vitali-Cristian Finoghen